# International Championship
Het International Championship is een snooker-rankingtoernooi in China, wat voor het eerst gehouden werd in 2012. Het toernooi begint rond eind oktober en wordt gehouden in Daqing. Na het wereldkampioenschap en het UK Championship levert dit toernooi het meeste rankingpunten (prijzengeld) op.

## Erelijst
| Seizoen | Winnaar      | Verliezend finalist | Score  |
| ------- | ------------ | ------------------- | ------ |
| 2012/13 | Judd Trump   | Neil Robertson      | 10 - 8 |
| 2013/14 | Ding Junhui  | Marco Fu            | 10 - 9 |
| 2014/15 | Ricky Walden | Mark Allen          | 10 - 7 |
| 2015/16 | John Higgins | David Gilbert       | 10 - 5 |
| 2016/17 | Mark Selby   | Ding Junhui         | 10 - 1 |
| 2017/18 | Mark Selby   | Mark Allen          | 10 - 7 |
| 2018/19 | Mark Allen   | Neil Robertson      | 10 - 5 |
| 2019/20 | Judd Trump   | Shaun Murphy        | 10 - 3 |
| 2023/24 | Zhang Anda   | Tom Ford            | 10 - 6 |
| 2024/25 | Ding Junhui  | Chris Wakelin       | 10 - 7 |